# 特雷河 (摩泽尔河支流)
特雷河（法語：Trey，法語發音：[tʁɛ] ⓘ）是法国大東部大區默尔特-摩泽尔省的河流，是摩澤爾河的左支流，长8.9千米，发源自蒂欧库尔-勒涅维尔，于旺迪耶尔流入摩泽尔河。